# Tian Pengfei
Tian Pengfei (chinesisch 田鹏飞, Pinyin Tián Péngfēi; * 16. August 1987 in Dalian, Provinz Liaoning) ist ein chinesischer Snookerspieler. Von 2006 bis 2025 spielte er mit einer Unterbrechung von 3 Jahren 16 Jahre lang auf der Profitour. In seiner Karriere erreichte er einmal das Finale bei den Ruhr Open 2015 sowie bei weiteren Turnieren dreimal das Halbfinale.

## Karriere
Seinen größten Erfolg als Jugendlicher hatte Tian Pengfei 2005 bei der IBSF U21-Weltmeisterschaft in Bahrain, bei der er hinter seinem Landsmann Liang Wenbo den zweiten Platz belegte. Bereits in der folgenden Saison der International Open Series der Amateure hatte er seinen Durchbruch, als er zwei der acht Turniere gewinnen und sich damit für die Snooker Main Tour qualifizierte konnte.
Gleich in seinem ersten Profiturnier gelang ihm bei der Northern Ireland Trophy der Einzug in die Runde der letzten 32, wo er knapp mit 4:5 an Shaun Murphy scheiterte. Bei den Asienspielen gewann Tian zwei Goldmedaillen, im Doppel mit Ding Junhui und in der Mannschaft mit Ding und Wenbo.
In seine zweite Saison startete Tian als 69. der Weltrangliste. Er ließ aber keine weiteren Höhepunkte folgen, meist scheiterte er in den ersten Qualifikationsrunden, weshalb er sich nach zwei Jahren wieder von der Main Tour verabschieden musste.
Auch in den folgenden Jahren gelang ihm die Rückkehr in den Profizirkus nicht und Tian war nur noch als Wildcard-Spieler bei den chinesischen Profiturnieren vertreten. Dort gelang ihm bei den Shanghai Masters 2009 mit einem Sieg über Andrew Higginson sein zweiter Hauptrundeneinzug. Im Jahr darauf hatte er seinen bislang größten Main-Tour-Erfolg, als er bei den China Open nach einem Sieg in der Wildcardrunde über Mark Davis in der 1. Hauptrunde den Weltranglistendritten Ronnie O’Sullivan besiegen konnte. Mit dem Sieg im Juli 2010 beim BTV International in Peking triumphierte er zum ersten Mal bei einem Einladungsturnier mit prominenter Profibeteiligung. Er schlug unter anderem Stephen Hendry, Stephen Maguire und im Finale Ryan Day. Im November des Jahres verteidigte er bei den Asienspielen den Mannschaftstitel mit Ding Junhui und Liang Wenbo.
In der Snooker-Saison 2010/11 kam er bei der für Amateure offenen Players Tour Championship nur einmal über die erste Runde hinaus. Bei den China Open profitierte er von einem Problem seines Gegners Jimmy White mit dem Einreisevisum, so dass er das dritte Jahr in Folge als Wildcardspieler in die Hauptrunde eines Weltranglistenturniers einzog. Am Ende der Saison qualifizierte er sich über das zweite Q-School-Turnier wieder für die Snooker Main Tour.
Als Nummer 66 der Snookerweltrangliste verpasste er 2014 knapp die Plätze, die den Verbleib auf der Main Tour gesichert hätten. Doch über das erste Turnier der Q School nach Saisonende konnte er sich für zwei weitere Jahre qualifizieren.
Seinen größten Erfolg als Profispieler hatte er im Oktober 2015 bei den Ruhr Open. Erstmals erreichte er das Finale eines Turniers um Weltranglistenpunkte und besiegte dabei unter anderem den Titelverteidiger Shaun Murphy. Der Turniersieg ging an den Engländer Rory McLeod, der Tian mit 4:2 schlug.

## Erfolge
- Finalist der U21-Weltmeisterschaft 2005
- Goldmedaille im Doppel bei den Asienspielen 2006
- Goldmedaille mit der Mannschaft bei den Asienspielen 2006 und 2010
- Goldmedaille mit der Mannschaft bei den Asian Indoor and Martial Arts Games 2013